# Аффективные расстройства
Аффекти́вные расстро́йства (расстро́йства настрое́ния) — общее название группы психических расстройств, связанных с нарушениями аффекта. Присутствует в МКБ. В классификации DSM объединяет несколько диагнозов, когда основным признаком предполагается нарушение эмоционального состояния.
Наиболее широко признаются два типа расстройств, различие между которыми основано на том, имел ли человек когда-либо маниакальный либо гипоманиакальный эпизод. Таким образом, существуют депрессивные расстройства, среди которых наиболее известным и изученным является большое депрессивное расстройство (его ещё называют «клинической депрессией»), и биполярное аффективное расстройство, ранее известное как «маниакально-депрессивный психоз» и проявляющееся перемежающимися периодами (гипо-)маниакальных (длящихся от 2 недель до 4—5 месяцев), депрессивных (средняя продолжительность 6 месяцев) и смешанных эпизодов.
В некоторых случаях аффективными расстройствами называют интенсивные проявления неуместных эмоций (в рамках бредового расстройства), например страха, тревоги, злобы, ярости, восторженности или экстаза.
Аффективные нарушения могут сопровождаться другими нарушениями, например бредом или кататоническими расстройствами.

## Классификация

### Расстройства депрессивного спектра
- Большое депрессивное расстройство, часто называемое клинической депрессией, когда человек пережил не менее одного «клинического» (F32.1) депрессивного эпизода. Депрессия без периодов мании часто называется униполярной депрессией, поскольку настроение остаётся в одном эмоциональном состоянии или «полюсе»[5]. При диагностике выделяют несколько подтипов депрессии.
  - Атипичная депрессия характеризуется реактивностью настроения (парадоксальная ангедония), значительным увеличением веса или повышенным аппетитом («поесть, чтобы снять беспокойство»), избыточным количеством сна или сонливостью (гиперсомния), ощущением тяжести в конечностях и значительной нехваткой социализации, как следствия гиперчувствительности к кажущемуся социальному отвержению[6]:421. Сложности в оценке этого подтипа привели к тому, что ставится под вопрос его обоснованность и его распространение[2].
  - Меланхолическая депрессия (острая депрессия) характеризуется ангедонией (потерей удовольствия от большинства или ото всех дел), неспособностью реагировать на доставляющие удовольствие стимулы. Чувство пониженного настроения выражено чётче, чем чувство сожаления или потери, характерно ухудшение симптомов в утренние часы, просыпание рано утром, психомоторная заторможенность, чрезмерная потеря веса (не путать с нервной анорексией), сильное чувство вины[6]:419.
  - Психотическая депрессия — термин для длительного депрессивного периода, в частности у меланхолической натуры, когда пациент имеет психотические симптомы — бред, реже галлюцинации. Эти симптомы почти всегда соответствуют настроению (содержание совпадает с депрессивными темами)[6]:412.
  - Инволюционная депрессия (застывающая депрессия) — редкая и тяжёлая форма клинической депрессии, включающая расстройство двигательных функций и другие симптомы. В этом случае человек молчит, почти находится в состоянии ступора и либо недвижим, либо совершает бесцельные или даже аномальные движения. Подобные кататонические симптомы также развиваются при шизофрении, маниакальных эпизодах или являются следствием злокачественного нейролептического синдрома[6]:417.
  - Послеродовая депрессия отмечена как уточняющий термин в DSM-IV-TR; она относится к чрезмерной, устойчивой и иногда приводящей к потере дееспособности депрессии, переживаемой женщинами после рождения ребёнка. Послеродовая депрессия, вероятность которой оценивается в 10—15 %, обычно проявляется в течение трёх рабочих месяцев и продолжается не дольше трёх месяцев[7].
  - Сезонное аффективное расстройство — это уточняющий термин. Депрессия у некоторых людей имеет сезонный характер, с эпизодом депрессии осенью или зимой и возвращением к норме весной. Диагноз ставится, если депрессия проявилась по крайней мере дважды в холодные месяцы и ни разу в другое время года в течение двух лет или более[6]:425. Однако в исследовании, проведённом на большой выборке (34 294 человек), не удалось обнаружить взаимосвязь депрессии и времени года. Депрессия не была связана ни с широтой, на которой проживает человек, ни с количеством солнечного света[8].
  - Алкогольная депрессия. Аффективные расстройства при алкоголизме полиморфны и негативно влияют на тяжесть течения заболевания, прогноз и период ремиссии; наблюдаются у 26—60 % больных алкоголизмом[9].

- Дистимия — хроническое умеренное нарушение настроения, когда человек жалуется на почти ежедневное плохое настроение на протяжении по крайней мере двух лет. Симптомы не такие тяжёлые, как при клинической депрессии, хотя люди с дистимией одновременно подвержены периодическим эпизодам клинической депрессии (иногда называемой «двойной депрессией»)[2].
- Иные депрессивные расстройства (DD-NOS) включают в себя депрессивные расстройства, которые причиняют ущерб, но не подходят под официально определённые диагнозы. В МКБ-9 обозначались кодом 311. Согласно DSM-IV, охватывают «все депрессивные расстройства, которые не соответствуют критериям какого-либо конкретизированного расстройства». Они включают в себя исследование диагнозов повторяющейся скоротечной депрессии и малой депрессии, указанных ниже:
- Рекуррентное (повторяющееся) скоротечное расстройство (Recurrent brief depression, RBD) — отличают от большого депрессивного расстройства преимущественно из-за различия в продолжительности. Пациенты, страдающие повторяющейся скоротечной депрессией, испытывают депрессивные эпизоды раз в месяц, отдельные эпизоды длятся менее двух недель, а обычно менее 2—3 дней. Для диагностирования RBD необходимо, чтобы эпизоды проявлялись на протяжении по крайней мере одного года и, если пациент является женщиной, независимо от менструального цикла[6]:778. У пациентов с клинической депрессией может развиться RBD, равно как и наоборот[10].
- Малая депрессия — депрессия, которая не соответствует всем критериям клинической депрессии, но при которой хотя бы два симптома присутствуют в течение двух недель[11].

### Расстройства биполярного спектра
- Биполярное расстройство, ранее известное как «маниакально-депрессивный психоз», описывается как перемежающиеся периоды маниакального (либо гипоманиакального) и депрессивного состояний (иногда очень быстро сменяющих друг друга или смешивающихся в одно состояние, при котором у человека наблюдаются симптомы депрессии и (гипо)мании одновременно). Разновидности включают:
  - Биполярное расстройство I [Bipolar I], при котором наличествует или случался ранее один или более маниакальный либо смешанный эпизод, независимо от наличия эпизодов клинической депрессии. Для диагноза по DSM-IV-TR требуется не менее одного маниакального или «смешанного» эпизода. Для диагностики биполярного расстройства I типа депрессивные эпизоды хоть и не обязательны, но в течение заболевания они проявляются часто.
  - Биполярное расстройство II [Bipolar II], которое характеризуется гипоманиакальными и депрессивными эпизодами.
- Циклотимия — это более мягкая форма биполярного расстройства, которая проявляется возникающими время от времени дистимическими и лёгкими гипоманиакальными (либо гипертимными) периодами без каких-либо более тяжёлых форм мании или депрессии. Часто характеризуется «симметричным» течением, то есть правильным либо непрерывным чередованием противоположных эпизодов либо сдвоенными эпизодами[12].

## Социокультурные аспекты
Кай Редфилд Джеймисон и другие исследовали возможную связь между аффективными расстройствами (особенно биполярным расстройством) и творчеством. Было выдвинуто предположение о «связи между творчеством и психическими заболеваниями, особенно биполярным аффективным расстройством и депрессией». Взаимозависимость между депрессией и творчеством особенно часто проявляется среди поэтов.

## Лечение
При лечении аффективных расстройств используются нормотимики, антипсихотики и антидепрессанты. Нормотимические препараты (ламотриджин, препараты лития, карбамазепин, вальпроевая кислота и др.) обладают антиманиакальными свойствами и способны значительно смягчать выраженность очередной аффективной фазы или предотвращать её наступление. Антипсихотические препараты используются для купирования маниакальных состояний, состояний с психомоторным возбуждением, а также для лечения маний и депрессий с психотическими признаками (в виде галлюцинаций и бреда).